# Schendyla montana
Schendyla montana är en mångfotingart som beskrevs av Carl Graf Attems 1895. Schendyla montana ingår i släktet Schendyla och familjen småjordkrypare. Inga underarter finns listade i Catalogue of Life.